# Plateau tibétain
Pour les articles homonymes, voir Tibet (homonymie).
Le plateau tibétain est un vaste ensemble de plateaux situé en Asie centrale, au nord de l'Himalaya, dont la majeure partie est située en république populaire de Chine et quelques parties le sont en Birmanie, au Bhoutan, au Népal et en Inde. Il a été créé par la collision des plaques indienne et eurasiatique qui ont pris en étau les plaques de Qiantang et de Lhassa au cours du Cénozoïque. Constituant une des plus grandes structures topographiques de la Terre, il a d'importants effets climatiques régionaux (aridité du plateau lui-même, mousson) et mondiaux (circulation atmosphérique mondiale). Le Nord-Ouest du plateau, le Changtang, en est la région la plus élevée.
D'une altitude dépassant souvent 5 000 m, il est presque inhabité.

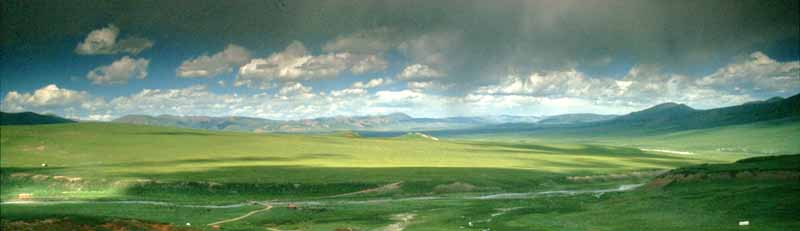
Paysage de steppe typique des contreforts orientaux du Changtang (Yarmothang)

## Topographie, géomorphologie et géologie

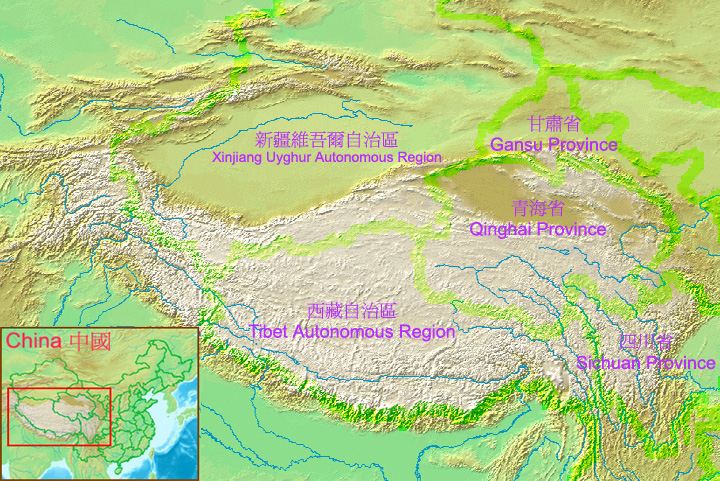
Subdivisions géologiques et géographiques.

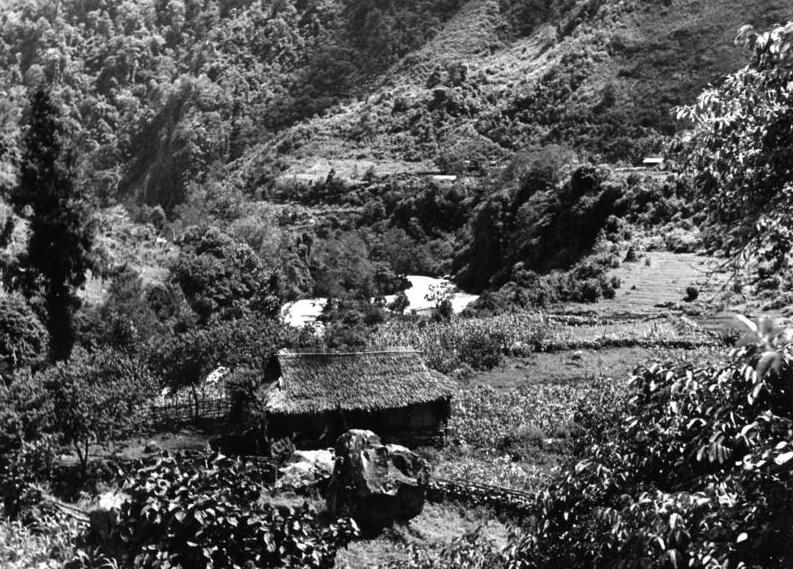
Chungthang, situé dans l'actuel district du Sikkim septentrional (Inde) en bordure méridionale du plateau tibétain, photographié lors d'une expédition allemande au Tibet en 1938.

Le plateau tibétain est appelé en mandarin le « haut plateau Qing-Zang » (chinois : 青藏高原 ; pinyin : qīngzàng gāoyuán), « Qing » se référant au lac Qinghai et « Zang » au Tibet (Xizang) ; il est divisé en cinq grandes aires géographiques et géologiques :
- le Changtang (chinois : 藏北高原 ; pinyin : zàngběi gāoyuán ; litt. « plateau Nord-tibétain »), la plus grande aire, située au sud-ouest ;
- le plateau du Ngari (chinois : 阿里高原 ; pinyin : ālǐ gāoyuán), situé dans l'actuelle région autonome ouïgoure du Xinjiang ;
- le plateau de Qinghai (chinois : 青南高原 ; pinyin : qīngnán gāoyuán ; litt. « plateau Sud-Qing »), situé au nord-est et de plus basse altitude ;
- le plateau Ouest-Chuan (chinois : 川西高原 ; pinyin : chuānxī gāoyuán), situé dans l'actuelle province du Sichuan ;
- le plateau est-tibétain (chinois : 藏东高原 ; pinyin : zàngdōng gāoyuán), situé au sud-est du plateau, dans l'actuelle province du Yunnan.

Trois chaînes de montagnes traversent le plateau :
- le Gangdise Shan (en) qui culmine au mont Kailash (6 638 m) ;
- les monts Nyainqêntanglha  (7 162 m) ;
- les monts Tanggula avec le Geladaindong (6 621 m).

Les mesures GPS montrent que le plateau tibétain se soulève à une vitesse de l'ordre du millimètre par an. Ce soulèvement est partiellement tectonique (la collision Inde-Asie, toujours en cours) et partiellement isostatique (perte d'eau et de glace) : respectivement 0,31 ± 0,32 et 0,46 ± 0,08 mm/an, en moyenne.

## Histoire

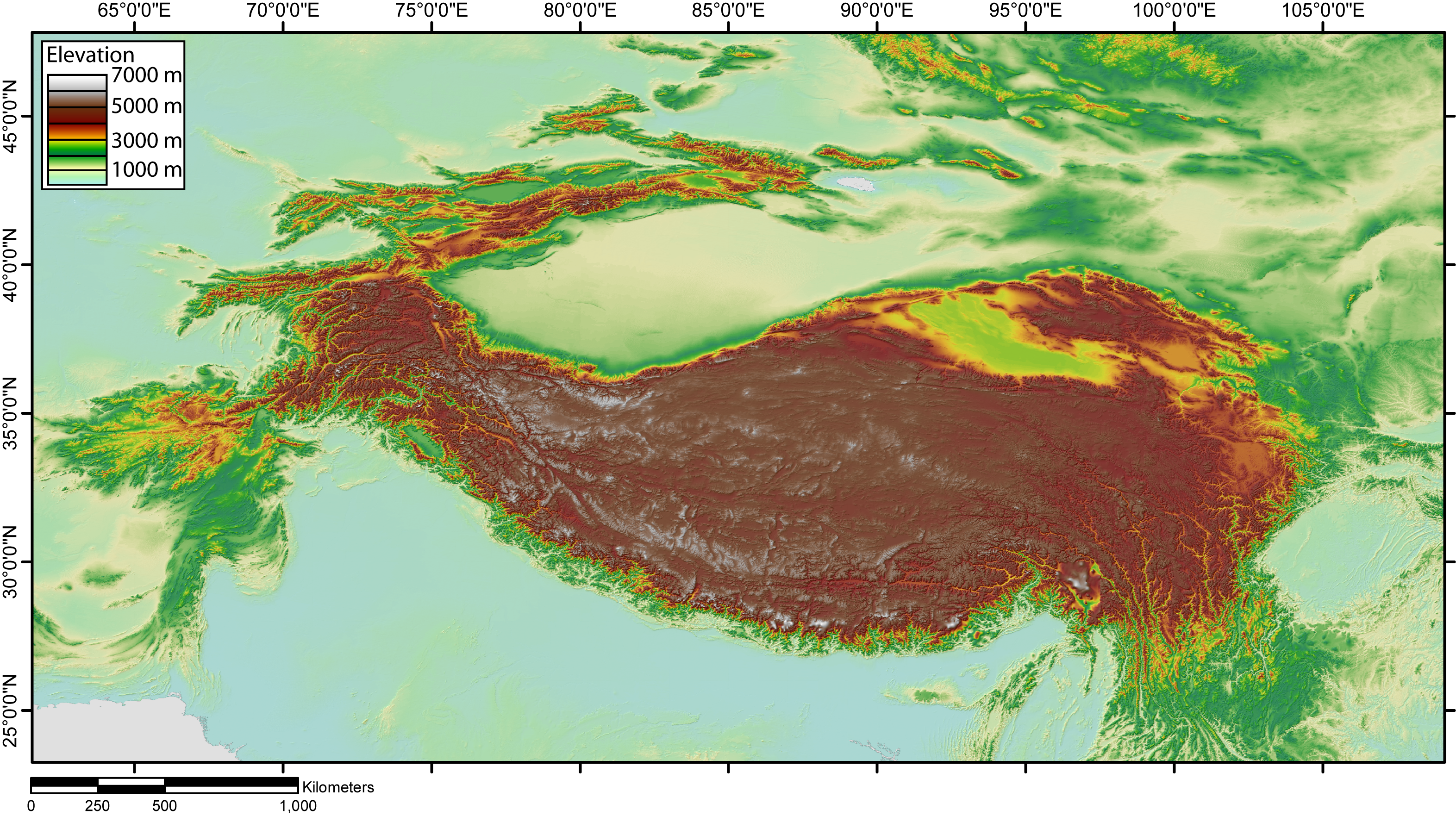
Modèle numérique de terrain du plateau tibétain et des chaînes de montagnes périphériques

Les études génétiques suggèrent qu'il existe une division profonde entre les populations de l'Eurasie orientale, remontant à plus de 40 000 ans, entre un ensemble de populations issues de groupes liés à l'homme de Tianyuan et des populations ayant des affinités avec les peuples autochtones du sud-est de l'Eurasie et Australie (nommés en anglais Ancestral Ancestral South Indians AASI) comme les Onges, les Negritos de Malaisie et des Phillippines et les Océaniens. Les populations modernes d'Asie de l'Est et du Sud-Est peuvent être considérées comme un mélange entre ces deux groupes, sous diverses impulsions et vagues. Elles montrent également que l'ascendance liée aux Onges se trouve apparemment être la couche la plus profonde du plateau tibétain
L'exploration archéologique du plateau du Changtang, entreprise à partir du début des années 1990 par John Belleza, a permis de repérer plus de 500 sites remontant à l’âge du fer. L'ensemble présente une nette parenté avec les cultures d’Asie centrale et pourrait constituer une partie de la culture de Zhang Zhung. Plus récemment, Michel Peissel et son équipe explorèrent en 2000 le Nord-Ouest du Changtang, jusqu'alors inconnu de tout homme ou carte géographique. Les premiers peuplements permanents du plateau pourraient dater, selon une étude de 2017 du site de Chusang, à environ 80 km de Lhassa, du paléolithique, et plus précisément de - 8 000 av. J.-C..
Cinq explorateurs l'ont partiellement traversé. Gabriel Bonvalot en 1890 du nord au sud côté est, Bower en 1892 dans sa partie sud, M. Wellby en 1896 d'ouest en est, Sven Hedin en 1906 de l'est vers le sud.

### Climat
Le climat du Tibet est très continental, froid et sec. Paradoxalement, la température moyenne annuelle est supérieure à celle de l'atmosphère à une altitude équivalente (rayonnement de la terre). Cet effet provoque d'importants gradients nord-sud de pression, et participe activement au phénomène de mousson. Les changements de températures sont assez brusques sur le plateau du Tibet : par un temps ensoleillé et chaud, la température peut chuter brusquement de plusieurs dizaines de degrés si des nuages viennent couvrir le ciel. Le climat varie également très fortement entre la nuit et le jour. Vers 4 000 mètres, il vaut mieux avoir un gros blouson d'hiver au petit matin, avant le lever du soleil, et être en vêtements d'été à midi. Ces variations brusques expliquent la forme du vêtement traditionnel tibétain, une grosse fourrure recouverte de tissu et souvent portée avec un bras couvert, l'autre découvert, la manche étant tout simplement enlevée de l’épaule pour ne pas souffrir de la chaleur.

## Faune et flore

### Faune
La faune de ce plateau est à la fois riche et fragile. On compte des centaines d'espèces d'animaux ; parmi eux le yak, la gazelle, le kiang (la plus grande race au garrot d'âne sauvage) le cerf de Thorold et les moutons sont en grand nombre malgré l'aridité du sol. On trouve aussi l'antilope du Tibet, dont les cornes du mâle font plus de deux fois la taille de l'espèce au garrot, et qui fut pourchassée durant le siècle dernier pour sa peau, permettant la fabrication du shatoosh (tissu presque invisible par sa grande finesse). La grue à cou noir, la seule grue qui peut vivre jusqu'à des altitudes de 5000 m, y est également présente. Le plateau tibétain devrait rassembler près de 37 000 renards du Tibet, selon les estimations de 1989, avec une densité de 2 à 4 individus par km2. Le porc tibétain est une race de porc de couleur noire élevée sur le plateau. Les principaux chiens du Tibet sont le massif dogue du Tibet, le terrier tibétain, l'épagneul tibétain, le Shih tzu et le Lhassa Apso.
Plusieurs projets de protection ont été mis sur pied, comprenant entre autres la création de 33 réserves à l’est du plateau tibétain, où vivent les pandas géants.

### Flore

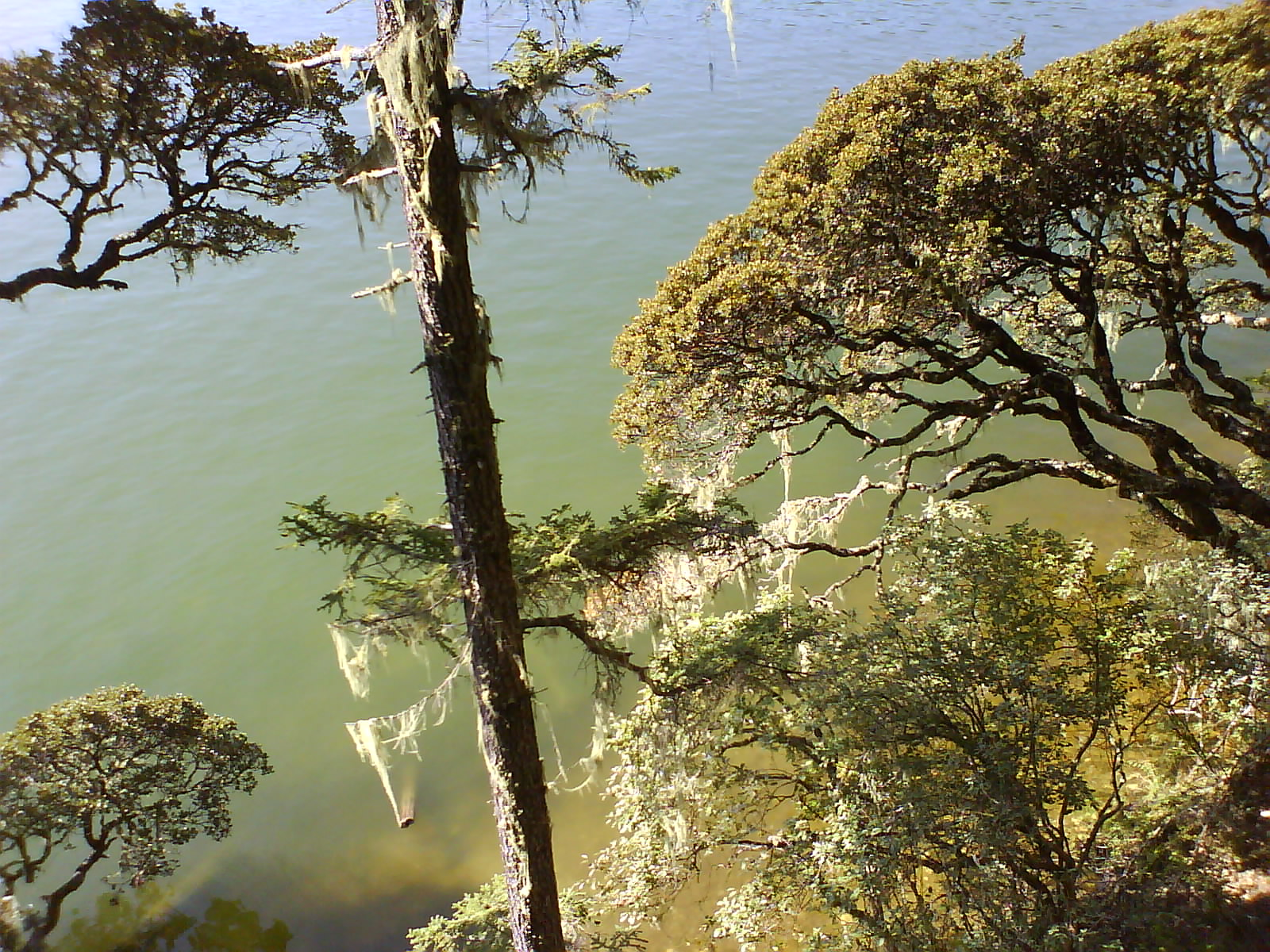
À 3700 m d'altitude (lac Shudu), la végétation est encore dense autour des lacs.

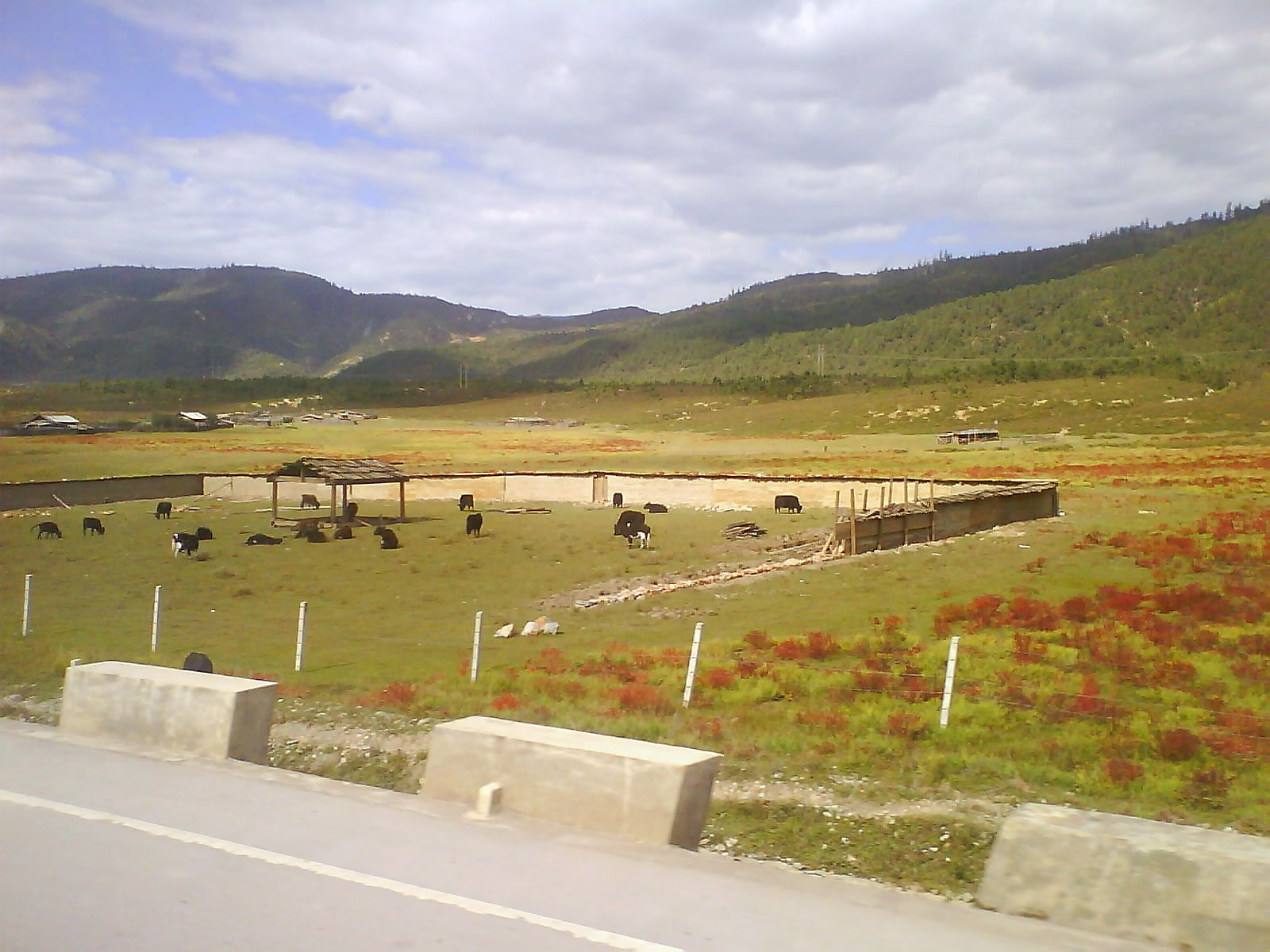
Buissons rouges en septembre dans le Yunnan.

Dans la partie actuellement située dans la province du Yunnan, dans la réserve protégée du parc national du Pota tso, on peut trouver autour du lac des résineux nommés localement arbres à barbe, de grands pâturages ainsi que certaines plantes toxiques. La végétation y est entre la steppe et la forêt de résineux.

## Ressources économiques

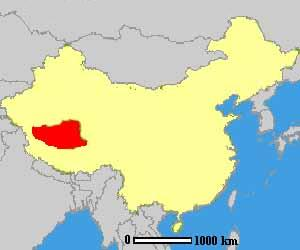
La réserve naturelle du Changtang.

La réserve naturelle du Changtang (chinois simplifié : 羌塘国家级自然保护区), créé en 1993, est la seconde plus grande réserve naturelle du monde, après le parc national du Nord-Est du Groenland, au Danemark, regorge de nombreux lacs dont on extrait le sel en grande quantité. Certains y viennent pour trouver avec succès de l'or de façon illégale. Elle est devenue en 2000, l'aire protégée nationale du Changthang, afin de mieux protéger ses ressources.
Son sous-sol est également riche en pétrole et en gaz.

## Arts
Les plateaux tibétains abritent différentes cultures humaines, Tibétains (appelés zang en Chine), Mongols, Cachemiris, Naxi, Bais, Hui, Yi, Monba, Ladakhis, Newars, Népalais, Goloks, Tu, Bhoutanais , etc. Chacun de ces groupes a des arts différents. D'autres groupes de l'Antiquité et du Moyen Âge qui s'y trouvaient ont disparu depuis, au gré des guerres, c'est le cas des Tangoutes ou des habitants de Tuyuhun (proto-mongols descendants des Xianbei) et de quelques groupes turcs.
Han Hong, originaire de Shigatse, est une chanteuse connue pour son interprétation de Plateau tibétain (西藏高原 xīzàng gāoyuán, sur l'album《醒了》(xǐngle, « éveil »)), chanson tibétaine célèbre dans toute la Chine.